# Penguin Ridge
Penguin Ridge (polnisch Grań Pingwinisko ‚Pinguingrat‘) ist ein Gebirgskamm auf King George Island im Archipel der Südlichen Shetlandinseln. Er ragt südlich der Arctowski-Station in südwest-nordöstlicher Ausrichtung zwischen der Halfmoon Cove und der Suszczewski Cove auf. Der Rakusa Point bildet seine seewärtige Verlängerung. Der untere Abschnitt des Ornithologists Creek fließt an seiner südlichen Flanke.
Polnische Wissenschaftler benannten ihn 1980 nach der Pinguinkolonie, die sich dort befindet.